# Gurreby Sogn
Gurreby Sogn var et sogn i Lolland Vestre Provsti (Lolland-Falsters Stift). 27. november 2016 indgik Gurreby Sogn i Søllested-Skovlænge-Gurreby Sogn.
I 1800-tallet var Gurreby Sogn anneks til Skovlænge Sogn. Begge sogne hørte til Lollands Sønder Herred i Maribo Amt. Skovlænge-Gurreby sognekommune blev ved kommunalreformen i 1970 indlemmet i Højreby Kommune, der ved strukturreformen i 2007 indgik i Lolland Kommune.
I Gurreby Sogn ligger Gurreby Kirke.
I sognet findes følgende autoriserede stednavne:
- Gurreby (bebyggelse, ejerlav)
- Hestehave (bebyggelse)
- Højreby Huse (bebyggelse)
- Volshave (bebyggelse, ejerlav)